# Ruslands parlamentsvalg 2011
Det russiske parlamentsvalg blev afholdt den 4. december 2011. På spil var de 450 pladser i Statsdumaen, underhuset i Den Føderale Forsamling af Rusland (den lovgivende magt). Ifølge de foreløbige resultater, efter at omkring 95% af stemmerne er blevet talt, er det erklæret at partiet Forenede Rusland vandt valget med 49,54% af stemmerne (238 pladser), ned fra 64,30% ved valget i 2007. Det Kommunistiske Parti i Den Russiske Føderation modtog 19,16% (92 pladser), mens Det Liberale Demokratiske Parti fik 11,66% (56 pladser) og Et Retfærdig Rusland fik 13,22% (64 pladser). Andre parter har ikke klaret spærregrænsen med mindst 7% af stemmerne for at opnå en plads. Valget er både blevet positivt og kritisk modtaget af valg observatører, og i flere russiske storbyer har der været demonstrationer og uroligheder ovenpå valget.

## Spærregrænsen
Spærregrænsen af et parti kan komme med i fordelingen af pladser er 7 procent af stemmerne. Parterne, der måtte få mellem 5 og 6 procent kunne have haft et mandat eller pladser, og partier, der kan ligge mellem 6 og 7 procent kunne have haft to mandater. Til det næste parlamentsvalg i 2016 vil spærregrænsen blive reduceret til 5 pct, så de mindste partier kan få 2 mandater.

## Valgresultater
| Parti                                        | Mandater | +/- | Antal stemmer | %     | +/-    |
| -------------------------------------------- | -------- | --- | ------------- | ----- | ------ |
| Det Forenede Rusland                         | 238      | -77 | 32 529 450    | 49,41 | -14,89 |
| Den Russiske Føderations Kommunistiske Parti | 92       | +35 | 12 606 882    | 19,15 | +7,58  |
| Et Retfærdigt Rusland                        | 64       | +26 | 8 712 162     | 13,23 | +5,49  |
| Det Liberale Demokratiske Parti              | 56       | +16 | 7 670 478     | 11,65 | +3,51  |
| Yabloko                                      | -        | -   | 2 252 000     | 3,42  | +1,83  |
| Ruslands patrioter                           | -        | -   | 639 026       | 0,97  | +0,08  |
| Højre Sag                                    | -        | -   | 392 750       | 0,60  | +0,60  |